# 北安駅
北安駅（ほくあんえき）とは、中華人民共和国黒竜江省黒河市北安市に位置する浜北線、斉北線、北黒線の駅。

## 歴史
- 1933年　開業[1]。

## 隣の駅
中華人民共和国鉄道部
浜北線
趙光駅 - 北安駅
斉北線
克東駅 - 北安駅
北黒線
北安駅 - 二井駅